# Доминский, Иван Антонович
Иван Антонович Доминский (30 октября 1918, Рыбница, Балтский уезд, Подольская губерния, Украинская держава — 5 апреля 1994, Екатеринбург, Россия) — советский футболист, тренер, педагог, спортивный деятель, капитан клуба ОДО Свердловск, ветеран Великой Отечественной войны.

## Биография
На протяжении карьеры играл за армейские клубы, начав выступать в 1939 году за одесское «Динамо»-клубное.
В годы Великой Отечественной войны воевал на Белорусском фронте в пехотных войсках, капитан. Награждён орденами Красной Звезды (30.12.1956), Отечественной войны 2 степени (06.04.1985), различными медалями, в том числе «За боевые заслуги» (17.05.1951), «За победу над Германией в Великой Отечественной войне 1941—1945 гг.».
После войны выступал за команды ОДО Свердловск, «Авангард», «Динамо» Челябинск. В составе «Авангарда» в 1948 году сыграл два матча в классе «А» и забил в них единственный гол своей команды — 6 мая 1948 года в ворота куйбышевских «Крыльев Советов» (1:5), после смены формата турнира результаты этих матчей были аннулированы.
В составе ОДО был капитаном. Команда Свердловского Окружного дома офицеров (ОДО) с ним в составе выиграла Кубок РСФСР среди КФК (1950) и первенство РСФСР среди КФК (1951). В отставку вышел в звании майора.
По окончании карьеры игрока (1954 год) работал преподавателем в Свердловском горном институте им. Вахрушев, продолжая тренировать молодежь в родном клубе ОДО. Неоднократно избирался Председателем городской федерации футбола (Свердловск: ОДО, ДСО «Буревестник», СГИ).
За заслуги в области спорта награждён нагрудным знаком «Отличник физической культуры и спорта».
Занесен в Книгу памяти Министерства спорта Свердловской области под № 102.
Похоронен на Нижнеисетском кладбище в Екатеринбурге.

## Семья
Жен Доминская Анна Ивановна, сын и дочь.